# Altamont (Tennessee)
Altamont es un pueblo ubicado en el condado de Grundy en el estado estadounidense de Tennessee. En el Censo de 2010 tenía una población de 1.045 habitantes y una densidad poblacional de 20,02 personas por km².

## Geografía
Altamont se encuentra ubicado en las coordenadas 35°25′58″N 85°44′36″O / 35.43278, -85.74333. Según la Oficina del Censo de los Estados Unidos, Altamont tiene una superficie total de 52.2 km², de la cual 52.2 km² corresponden a tierra firme y (0%) 0 km² es agua.

## Demografía
Según el censo de 2010, había 1.045 personas residiendo en Altamont. La densidad de población era de 20,02 hab./km². De los 1.045 habitantes, Altamont estaba compuesto por el 98.47% blancos, el 0% eran afroamericanos, el 0.57% eran amerindios, el 0% eran asiáticos, el 0% eran isleños del Pacífico, el 0.67% eran de otras razas y el 0.29% pertenecían a dos o más razas. Del total de la población el 0.96% eran hispanos o latinos de cualquier raza.